# 카망베르 (치즈)
카망베르(프랑스어: camembert)는 프랑스의 노르망디 지방에서 생산되는 부드러운 연질의 치즈이다. 카망베르 마을에서 처음 만들어져 그 이름을 땄다.
신선할 때에는 부서지기 쉬운 성질을 가지고 있다. 하지만 오래될수록 더욱 물렁물렁해지며 맛이 강해진다. 카망베르는 다양한 방법으로 먹을 수 있다. 보통 특유의 향을 즐기기 위해 조리하지 않고 빵 위에 얹거나 고기 또는 와인과 함께 먹는다.

## 제작
원래 카망베르는 살균되지 않은 우유로 만들어진다. AOC가 인증하는 "노르망디의 카망베르(Camembert de Normandie)"는 법적으로 오직 살균되지 않은 우유로 만들어져야만 한다. 그러나 많은 현대 치즈 제작자들은 안전, 규정의 준수 또는 편리함 때문에 살균된 우유를 이용한다.
살균 되지 않은 우유로 만든 카망베르 치즈들은 매년 1800만개 정도 노르망디에서 만들어지며 비쌀 뿐 아니라 좋은 치즈로 인정 받는다. 프랑스의 많은 치즈들은 위생문제를 일으키지 않으면서도 살균되지 않은 우유로 만들어진다.
프랑스의 치즈는 중온성 박테리아가 있지만 백신처리된 따뜻한 우유로 만들어진다. 그리고 우유를 응고시키기 위해 레닛(rennet)을 추가하고 혼합물을 넣는다. 응고된 우유(curd)를 대략 1cm의 큐브로 자르고 소금을 넣어 두면 넓은 원통형 카망베르 몰드로 바뀐다. 이 몰드에서는 매 6~12시간마다 응고된 우유로부터 유장이 빠져나가면서 바뀌게 된다. 48시간이 지난 후, 각 몰드는 약 250g 정도의 얇고 원통형의 단단한 치즈 덩어리가 된다. 여기서 핵심은 신선한 치즈는 딱딱하고 부서지기 쉽지만 자극적이지 않다는 점이다.
각 치즈의 표면은 곰팡이(푸른곰팡이 카망베르)의 수성 현탄액이 분사되어 있으며, 치즈들은 법적으로 최소 3주 동안 숙성되어야 한다. 이러한 숙성은 치즈의 독특한 흰 가루가 있는 외피와 부드러운 내부의 질감을 만들어낸다.
한번 치즈가 충분히 숙성되면, 종이로 포장되고 운반 시에는 나무상자에 보관될 것이다.

## 역사
세간에 의하면, 까망베르는 브리 지방 수도사의 조언을 바탕으로, 1791년 노르망디의 농부 마리 아렐에 의해 최초로 만들어졌다.
그러나 오늘날 까망베르의 기원은 19세기말 치즈 제작 과정을 산업화하면서 만들어진 것으로 본다. 1890년 기술자인 리델은 치즈 운반에 사용할 나무 상자를 고안해 치즈들을 멀리 수송했다. 특히 치즈가 매우 인기 있었던 미국에 보내도록 도왔으며 지금도 사용되고 있다.
곰팡이에 대한 연구가 이뤄지기 전에, 갈색 점들과 푸른 회색의 까망베르의 껍질은 위험한 물질로 간주되었다. 20세기초에도 까망베르의 껍질은 일반적으로 깨끗한 하얀색이었다.
까망베르 치즈는 프랑스 1차 세계 대전 동안 프랑스 군대에게 지급되었고, 그 결과 프랑스 대중 문화에 확고하게 자리 잡았다. 까망베르 치즈는 프랑스의 문화, 문학 그리고 역사에 다양한 역할을 했다. 또한 까망베르는 현재 국제적으로 알려졌으며, 지역별 다양한 종류들이 전세계적으로 만들어진다.
"노르망디의 까망베르"로 명명된 치즈는 1992년 AOC에 의해 공인되었다. AOC 까망베르는 오직 "바슐랭 노르망디" 소들의 살균 처리되지 않은 생우유로 만들어진다. 이러한 위생 규정에 대한 문제들은 특히 미국과 같은 몇몇 국가로의 수출과정에 문제가 되기도 했다.